# Kościół Najświętszego Serca Pana Jezusa w Węgierkach
Kościół Najświętszego Serca Pana Jezusa w Węgierkach – zabytkowy rzymskokatolicki kościół parafialny w Węgierkach, w powiecie wrzesińskim, w województwie wielkopolskim. 
Zbudowany w latach 1904-1907 dla miejscowej parafii ewangelicko-unijnej. Przed wybuchem II wojny światowej należał do Parafii Podwęgierki Ewangelickiego Kościoła Unijnego w Polsce. Przejęty przez katolików po roku 1945. Poświęcenie świątyni na użytek Kościoła rzymskokatolickiego miało miejsce 16 maja 1946. Parafię erygowano 1 października 1969. Konsekracja kościoła miała miejsce 9 października 1997. Do nawy z trójkątnym szczytem dobudowana jest z boku wieża na planie kwadratu. Przykryta jest czworobocznym dachem namiotowym. W rogu nawy kościoła znajduje się cylindryczna dobudówka stanowiąca klatkę schodową na chór. Dach świątyni jednokalenicowy przykryty jest dachówką. Obok kościoła znajduje się cmentarz.

## Galeria

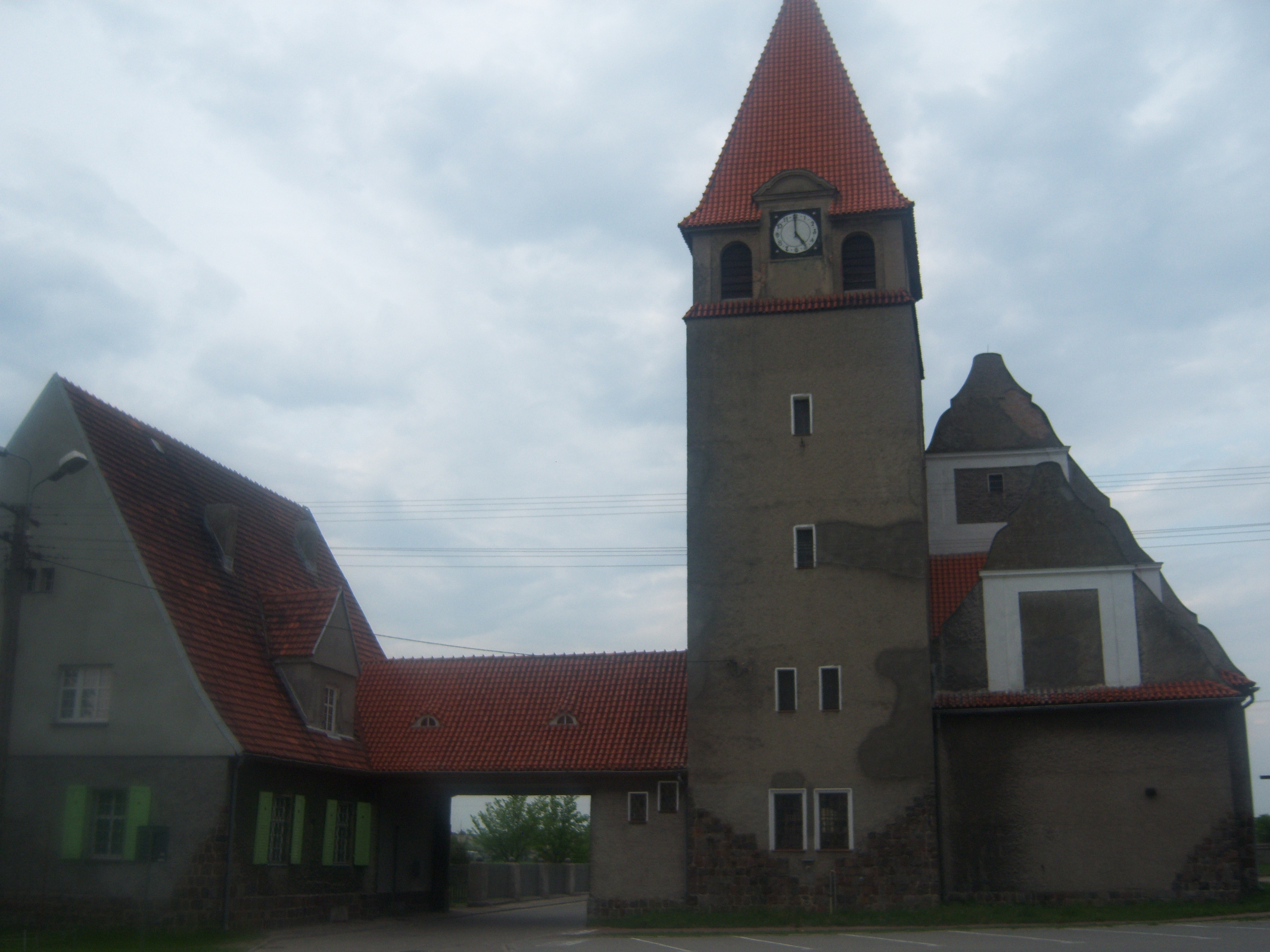
Widok na kościół od strony parkingu
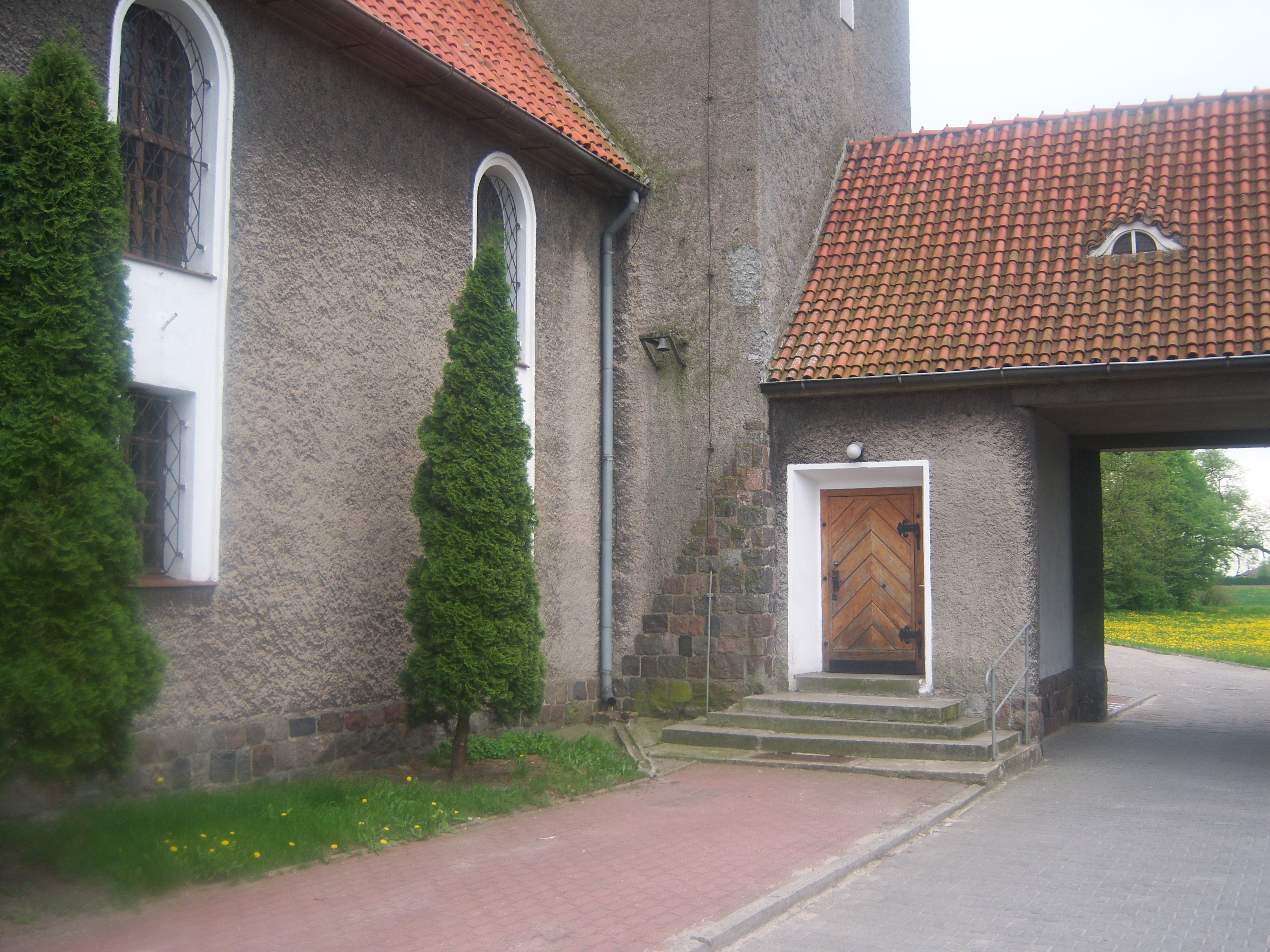
Nawa kościoła
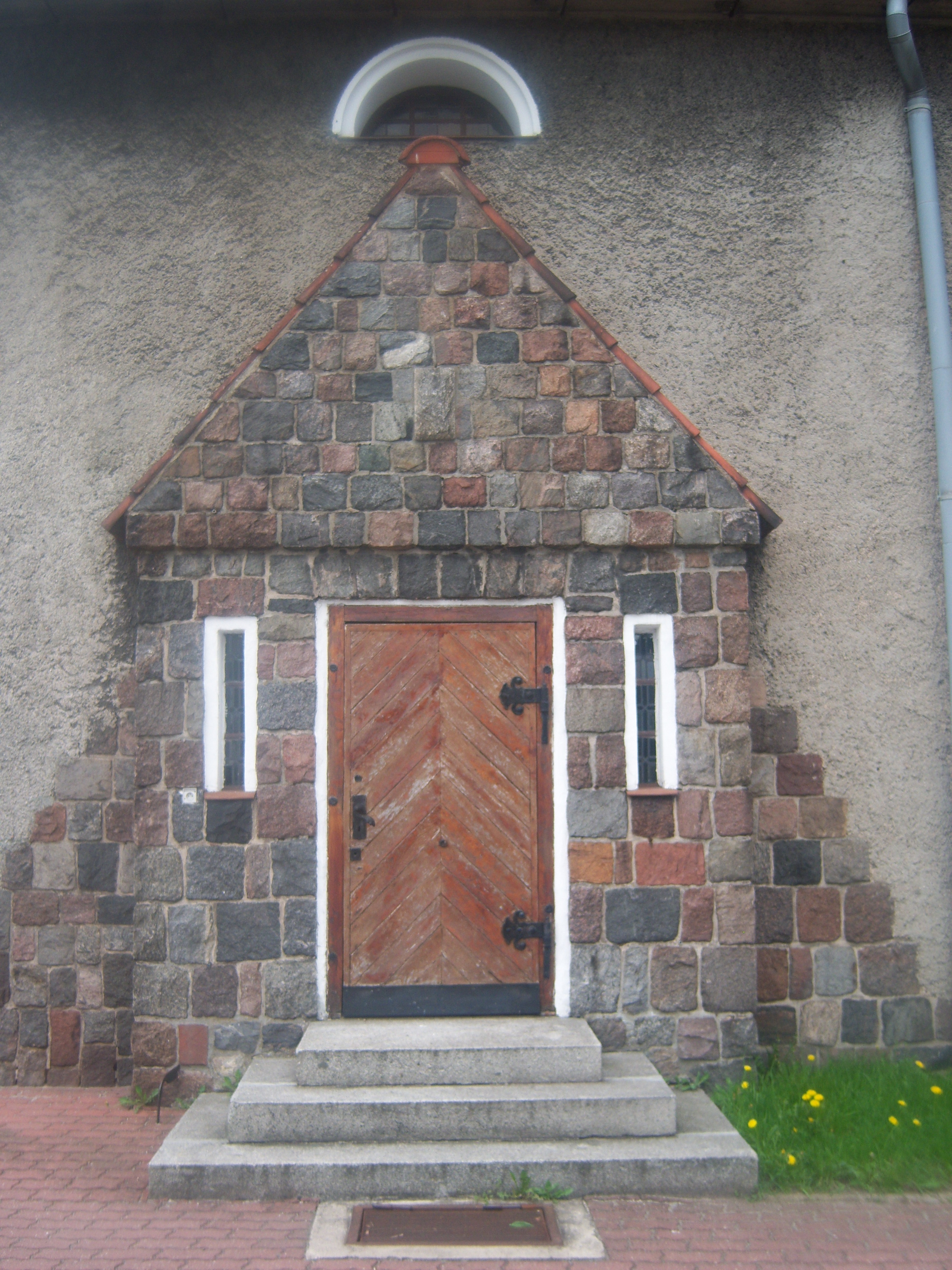
Wejście na empory
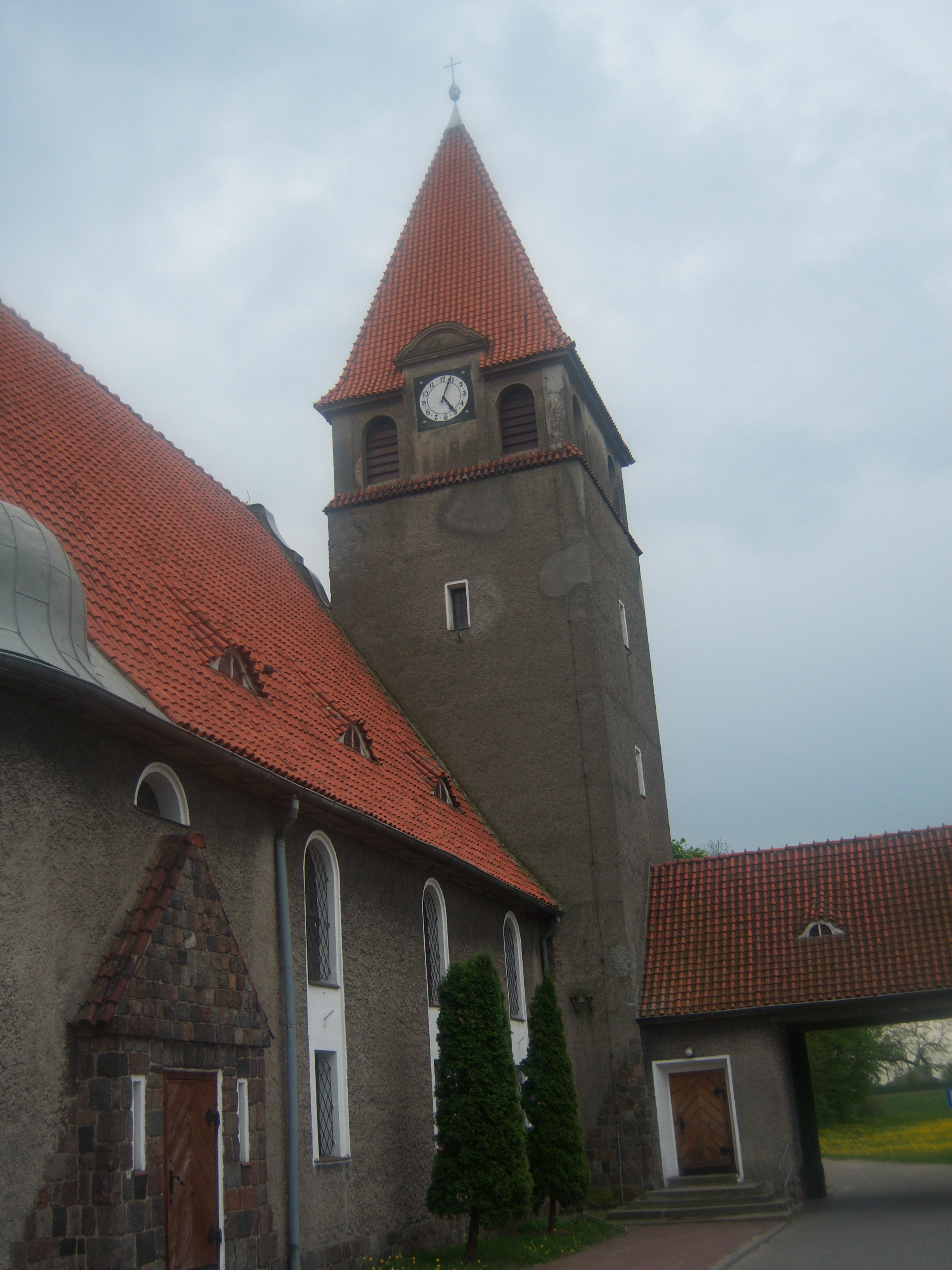
Czworokątna wieża świątyni przykryta dachem namiotowym
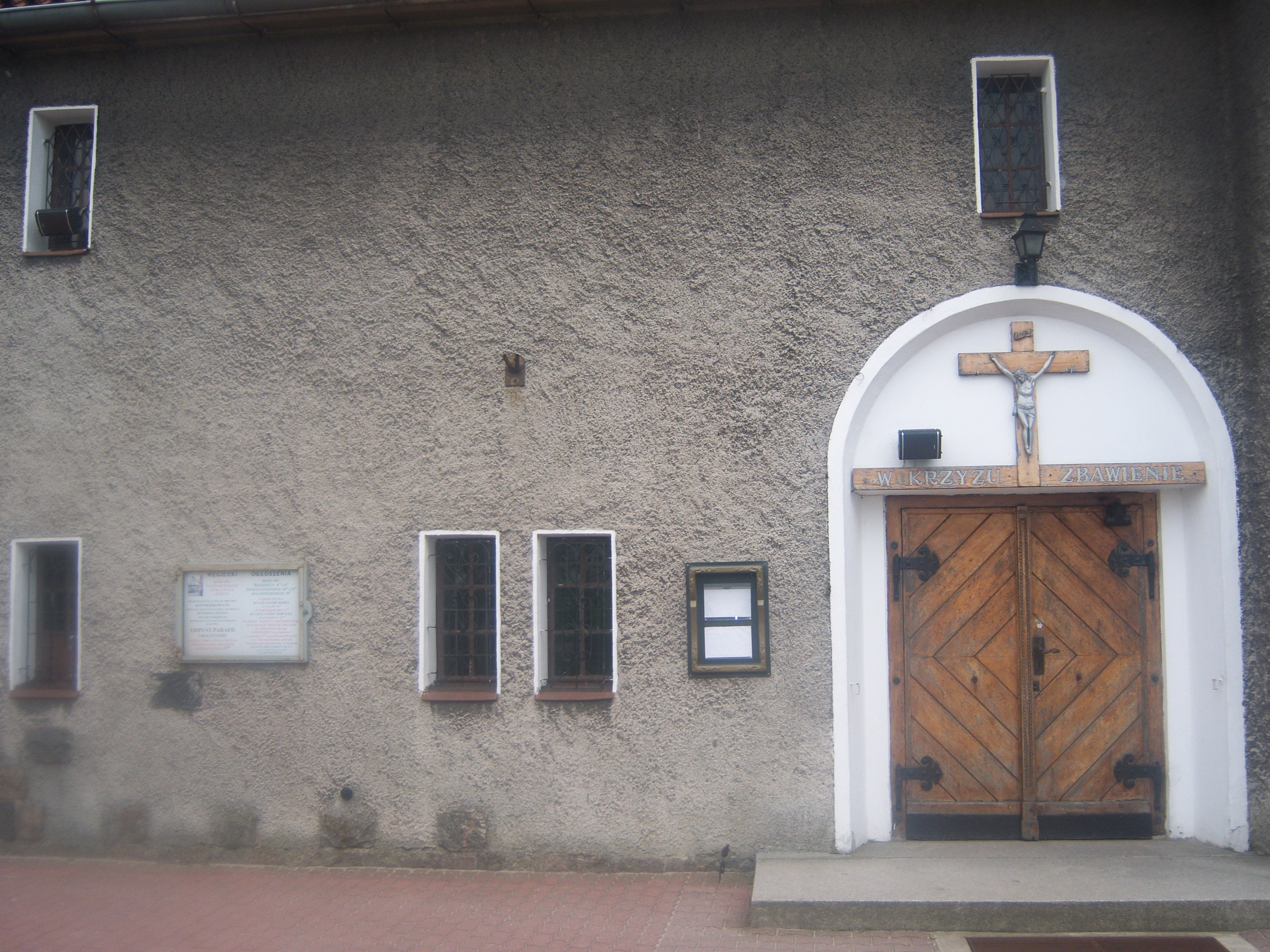
Kruchta świątyni
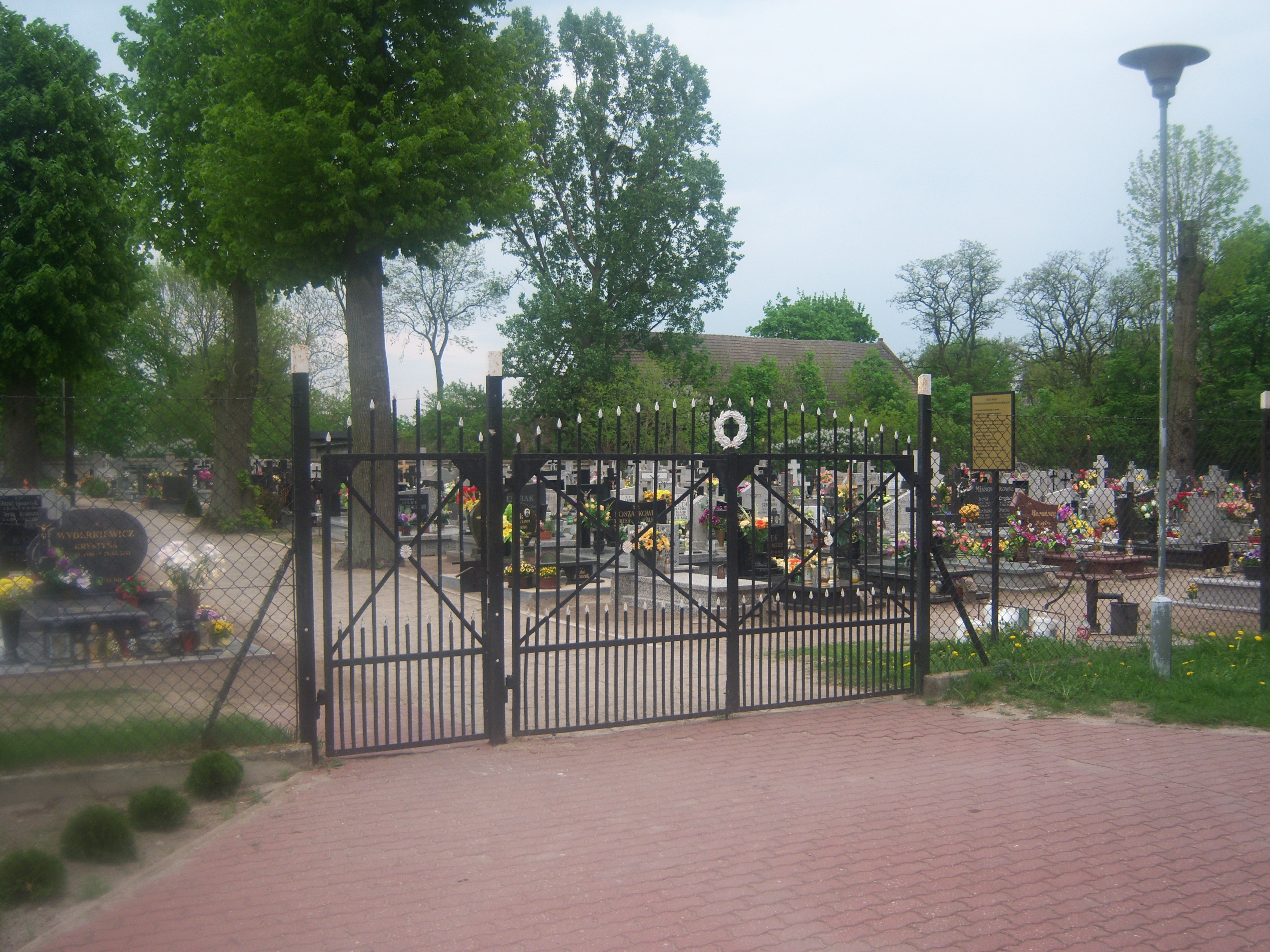
Cmentarz przy kościele